# Hochschule der Deutschen Volkspolizei „Karl Liebknecht“
Die Hochschule der Deutschen Volkspolizei „Karl Liebknecht“ war eine von 1962 bis 1990 existierende Bildungseinrichtung des Ministeriums des Innern der DDR. Der Vorgänger der Hochschule war die Höhere Polizeischule.

## Vorgängerinstitution
Am 1. Juni 1955 entstand die Höhere Polizeischule. Die Aufgaben der Polizeischule waren laut der „Schulordnung der Höheren Polizeischule vom 1. November 1957“ die Ausbildung von Offizieren für leitende Tätigkeiten in der Deutschen Volkspolizei. Gemäß dem Statut erfolgte die Gliederung der Polizeischule in die Fakultäten Gesellschaftswissenschaften, Rechtswissenschaften, Dienstkunde und Ausbildung. Alle Angehörigen der Hochschule waren zur Verteidigung des Geländes in ständiger Einsatzbereitschaft.

## Geschichte
Die Gründung der Hochschule erfolgte am 1. Dezember 1962 durch Beschluss vom 13. September 1962. Wie auch ihre Vorgängerinstitution hatte die Hochschule ihren Hauptsitz in Berlin-Kaulsdorf. Die Hochschule war „die höchste Bildungseinrichtung des Ministeriums des Innern für die Aus- und Weiterbildung von Führungskadern der DVP und anderer Organe des Ministeriums des Innern“. Sie war dem Minister des Innern, der zugleich auch das Amt des Chefs der Deutschen Volkspolizei innehatte, unterstellt. Neben der Ausbildung von Offizieren für die Führungsebene sollte die Hochschule auch Forschungstätigkeiten betreiben und die Weiterbildung von Angehörigen des Ministeriums des Innern und der Deutschen Volkspolizei unterstützen. Das Institut für Aus- und Weiterbildung der Volkspolizei in Biesenthal, gegründet am 29. Mai 1967, ergänzte die Weiterbildungstätigkeiten der Hochschule. Es war der Hochschule unterstellt. Ab Herbst 1973 erfolgte schrittweise der Umzug in die neuen Hochschulgebäude nach Berlin-Biesdorf (heute Ecke Blumberger Damm / Cecilienstraße). Während der X. Weltfestspiele der Jugend im Sommer 1973 in Berlin bewohnte die Delegation der Tschechoslowakei (ČSSR) die Internatsgebäude der Hochschule. Nach deren Auszug wurde das Internat von den Angehörigen der Hochschule bezogen. Bis zum Februar 1974 nutzte die Hochschule jedoch noch den alten Standort Kaulsdorf für ihre Lehrveranstaltungen. Die Fertigstellung weiterer Gebäudeteile, wie z. B. des großen Hörsaales, erweiterte die Kapazitäten der Hochschule Ende der 1970er Jahre erheblich. Neben der Hochschule befanden sich am gleichen Standort ebenfalls das zentrale Rechenzentrum und die zentrale kriminalistische Registrierung des Ministeriums des Innern. Neben der Versorgung dieser Dienststellen war die Hochschule auch für deren Sicherheit verantwortlich. Die Hochschule erhielt am 27. Juni 1977 den Namenszusatz „Karl Liebknecht“.

## Organisation
Die Führung der Bildungseinrichtung hatte der Leiter der Hochschule inne, der damit auch der Vorgesetzte aller Angehörigen der Hochschule war. Der Minister des Innern ernannte den Hochschulleiter. Beratende Organe unterstützten den Leiter bei der Ausführung seiner Aufgaben. Die Unterstützung erfolgte zum einen durch die Leitung der Hochschule und zum anderen durch den Wissenschaftlichen Rat. Der Leitung gehörten der stellvertretende Hochschulleiter und die Leiter der Bereiche und Kader der Hochschule an, während die Mitglieder des Wissenschaftlichen Rates durch den Hochschulleiter ausgewählt wurden. Letzter beschäftigte sich vor allem mit Fragen der Forschung und der Verleihung akademischer Titel an der Hochschule. Der Lehrbereich der Hochschule gliederte sich in die Bereiche Marxismus-Leninismus, Grundlagen der Führungs- und Leitungstätigkeit, Führung und Leitung eines Volkspolizei-Kreisamtes, Lehrabteilung Führung und Leitung der Strafvollzugseinrichtung und Lehrgruppen.

## Personal
Die Lehrveranstaltungen an der Hochschule wurden zumeist von Offizieren der Volkspolizei durchgeführt. Drei Professoren, vier Dozenten und dreizehn Doktoren lehrten im Jahr 1971 an der Hochschule. Bis zum Jahr 1989 hatte sich die Zahl der Lehrenden auf 22 Professoren und 31 Dozenten vergrößert. Insgesamt beschäftigte die Hochschule über 100 Hochschullehrer und wissenschaftliche Assistenten.  Zudem waren weitere Angehörige der Volkspolizei als Verwaltungs- und Versorgungspersonal eingesetzt. Daneben arbeiteten auch Zivilangestellte an der Bildungseinrichtung des Ministeriums des Innern.

## Studenten und Studiengänge
Die Hochschule bildete Offiziere aus, die vorher bereits ein anderes Studium absolviert und sich durch mehrjährige Tätigkeiten bewährt hatten. Die endgültige Studienerlaubnis erteilte der Minister des Innern. Die Teilnahme an den Offizierslehrgängen war sowohl als Studium mit Präsenzpflicht an der Hochschule (Direktlehrgang) oder als Fernstudium (Fernstudienlehrgang) möglich. Letzteres fand, mit Ausnahme von Prüfungen und ausgewählten Lehrveranstaltungen, an Außenstellen der Hochschule in Rostock, Berlin, Halle, Chemnitz (Karl-Marx-Stadt) und Dresden statt. Weiterhin offerierte die Hochschule seit 1975 Lehrgänge zur Ausbildung von Offizieren befreundeter Staaten, wie beispielsweise Vietnam, Äthiopien oder Kuba. Diese Lehrgangsteilnehmer hatten zuvor meist eine Fachschule des Ministeriums des Innern besucht. Nach Abschluss des Lehrganges erhielten die Teilnehmer ein Diplom, welches sie als Diplomstaatswissenschaftler auswies. Darüber hinaus war es auch möglich, eine Promotion oder Habilitation an der Hochschule abzulegen. Seit 1983 konnten B-Promotionen  vorgenommen werden. Der Lehrgang für den "Höheren akademischen Kurs" bestand ab 1981. Im Jahre 1987 wurde der Offiziershochschülerlehrgang eingeführt. In den 1980er Jahren arbeiteten in jedem Volkspolizei-Kreisamt der Deutschen Demokratischen Republik mindestens zwei Absolventen der Hochschule in einer Führungsposition.

## Leiter
| Dienstgrad      | Name           | Zeitraum  |
| --------------- | -------------- | --------- |
| Oberst          | Leppert        | ca. 1962  |
| unbekannt       | unbekannt      | 1962–1971 |
| Generalmajor    | Willi Hellmann | 1971–1977 |
| Oberst          | Schubert       | 1977–1979 |
| Generalleutnant | Willi Hellmann | 1979–1990 |

## Ehrungen
Die Hochschule war Träger
- des Vaterländischen Verdienstordens in Gold (28. Oktober 1977)
- der Ehrenschleife des Zentralkomitees (ZK) der SED (1971)
- des Ehrenbanners des ZK der SED (29. September 1984)
- des Banner der Arbeit (29. April 1983)

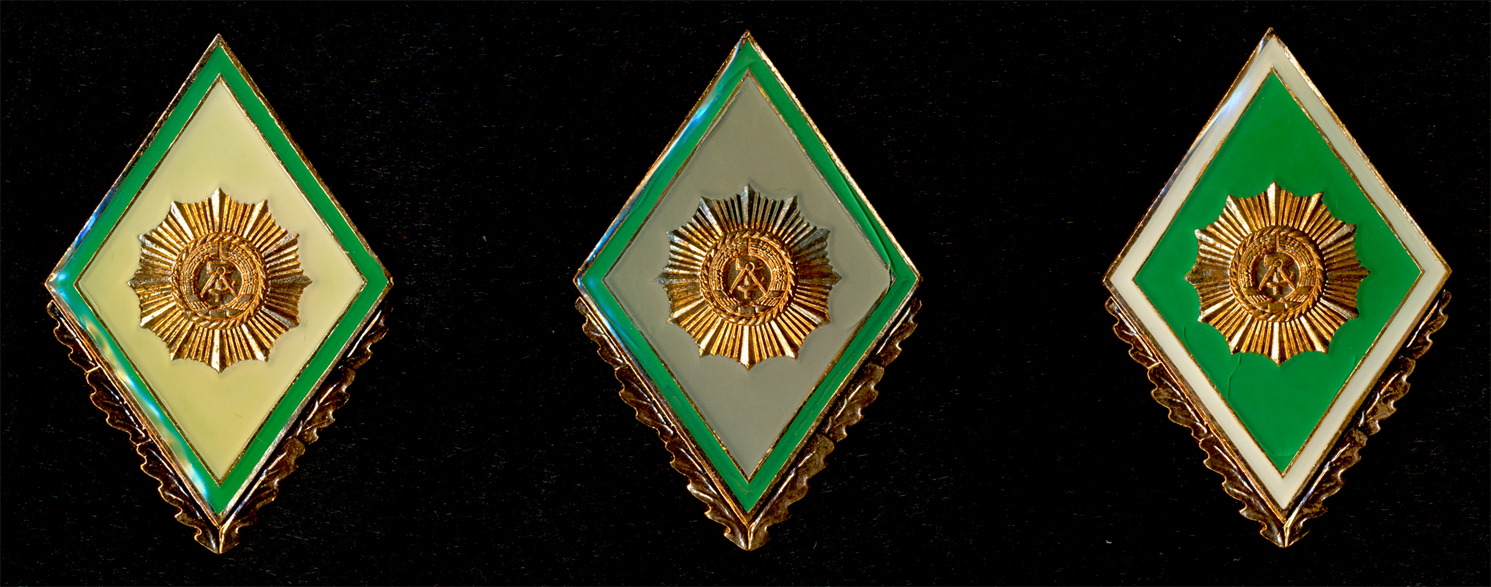
Absolventenabzeichen der Hochschule (l.)

## Auflösung
Zum Ende der Deutschen Demokratischen Republik und der damit verbundenen Außerdienststellung der Deutschen Volkspolizei änderten sich die Struktur und der Name der Hochschule. Sie führte nun den Namen „Hochschule des Ministeriums für Innere Angelegenheiten“. Die Hochschule und ihr Studium sollte fortan an ein ziviles Studium angepasst werden. Beispielhaft hierfür war der Wegfall der militärischen Dienstgrade der Angehörigen der Hochschule.  Es erfolgte eine Anpassung der Studieninhalte an die Ausbildung der bundesdeutschen Polizei.  Obwohl das Ministerium des Innern der Deutschen Demokratischen Republik bis Juli 1990 an Umschulungsprogrammen hinsichtlich der Polizeiausbildung arbeitete, wurden derartige Maßnahmen nicht mehr in die Tat umgesetzt. Die Pläne zur Bildung einer Polizei-Hochschule des vereinten Deutschlands scheiterten schließlich.  Im Herbst 1990 wurde die Liegenschaft einschließlich des Personals dem Land Berlin zugesprochen. Die abschließende Übergabe erfolgt am 15. Oktober 1990.  Die Polizei des Landes Berlin übernahm ungefähr zwei Drittel des Personals der Hochschule.  Heute  beherbergt das Gelände teilweise die Polizeidirektion Berlin-Marzahn des Abschnittes 62.